# Upłaziańska Kopka

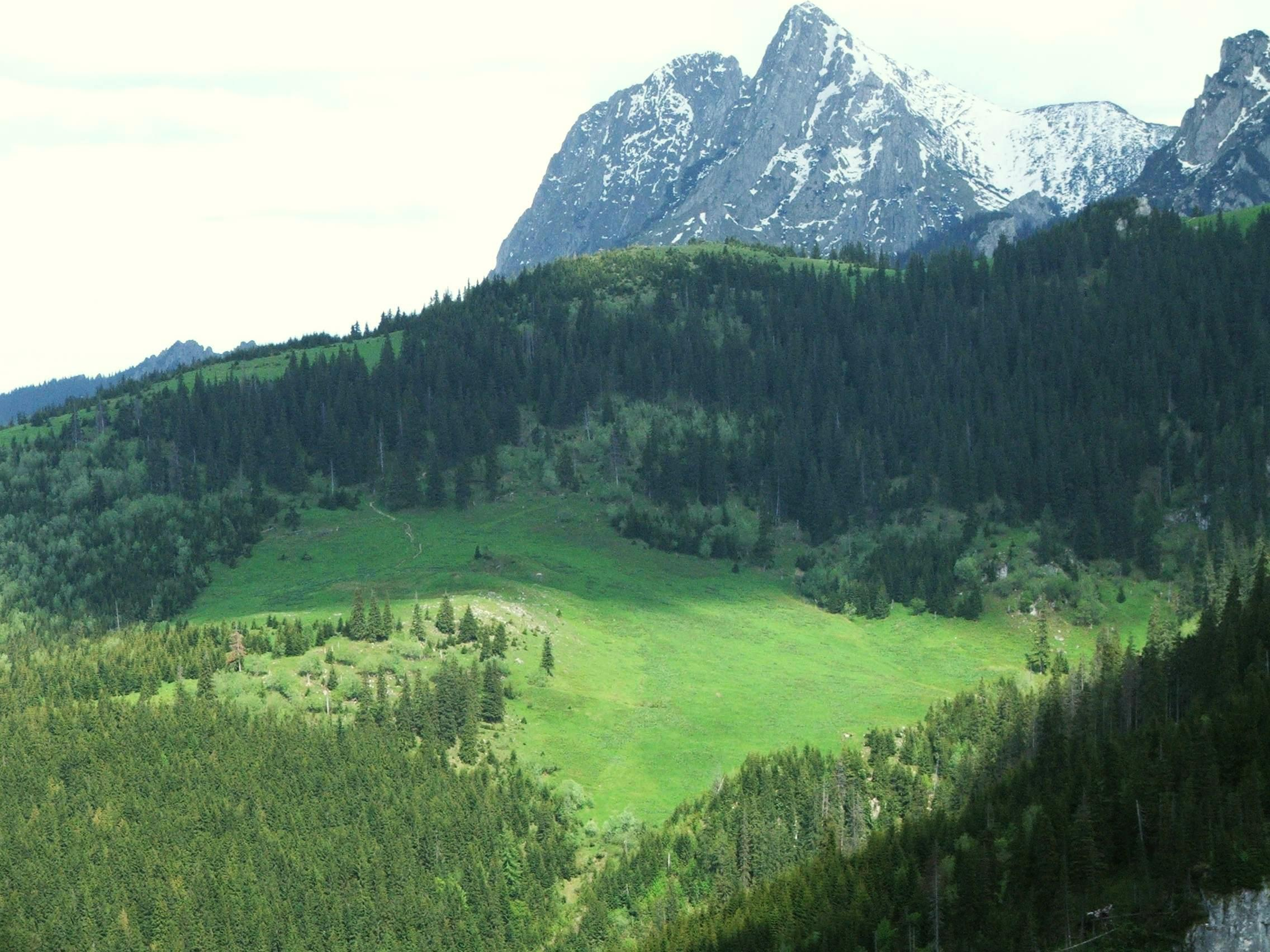
Von der Alm Polana Stoły

Die Upłaziańska Kopka ist ein Berg in der polnischen Westtatra mit 1457 Metern Höhe. 

## Lage und Umgebung
Nördlich des Gipfels liegt das Tal Dolina Kościeliska, konkret sein Hängetal Dolina Pyszniańska.

## Tourismus
Die Upłaziańska Kopa ist bei Wanderern beliebt. 

### Routen zum Gipfel
Der Wanderweg auf die Upłaziańska Kopka führt entlang des Hauptkamms der Tatra und der polnisch-slowakischen Grenze.
- ▬ Der rot markierte Kammweg führt vom Tal Dolina Kościeliska über den Gipfel in die Hohe Tatra.

Als Ausgangspunkt für eine Besteigung aus den Tälern eignen sich die Ornak-Hütte, Kondratowa-Hütte und die Chochołowska-Hütte.

## Belege
- Zofia Radwańska-Paryska, Witold Henryk Paryski, Wielka encyklopedia tatrzańska, Poronin, Wyd. Górskie, 2004, ISBN 83-7104-009-1.
- Tatry Wysokie słowackie i polskie. Mapa turystyczna 1:25.000, Warszawa, 2005/06, Polkart, ISBN 83-87873-26-8.